# Брег при Рибници на Долењскем
Брег при Рибници на Долењскем (словен. Breg pri Ribnici na Dolenjskem) је насељено место у општини Рибница, регија Југоисточна Словенија, Словенија.

## Историја
До територијалне реорганизације у Словенији био је у саставу старе општине Рибница.

## Становништво
У попису становништва из 2011. године, Брег при Рибници на Долењскем је имао 287 становника.
| Број становника према пописима | Број становника према пописима | Број становника према пописима |
| ------------------------------ | ------------------------------ | ------------------------------ |
| 1991                           | 2002                           | 2011                           |
| 212                            | 236                            | 287                            |

Напомена: До 1953. исказивано под именом Брег.

### Национални састав
| Брег при Рибници на Долењскем                                                   | Брег при Рибници на Долењскем                                                   | Брег при Рибници на Долењскем                                                   |
| ------------------------------------------------------------------------------- | ------------------------------------------------------------------------------- | ------------------------------------------------------------------------------- |
| 1961                                                                            | 1971                                                                            | 1981                                                                            |
| укупно: 166 Словенци 161 (96,98%) Хрвати 3 (1,80%) остали и непознато 2 (1,20%) | укупно: 158 Словенци 155 (98,10%) Хрвати 2 (1,26%) остали и непознато 1 (0,63%) | укупно: 174 Словенци 171 (98,27%) Хрвати 1 (0,57%) остали и непознато 2 (1,14%) |